# Gabriel Deville (bisbe)
Gabriel Deville   (la Tor de França, 7 de maig de 1751 - la Tor de França, 14 de maig de 1796) fou un eclesiàstic francès.

## Biografia
Gabriel Deville va néixer el 1751 a Latour-de-France, a l'antiga diòcesi d'Alet. Després de la negativa al jurament del bisbe Antoine-Félix de Leyris d'Esponchez, els electors dels Pirineus Orientals van elegir com a bisbe constitucional el 30 de gener de 1791 per 127 vots de 166 el rector de Palalda que es va negar. La seva elecció va recaure llavors en Gabriel Deville, rector de Saint-Paul-de-Fenouillet que va ser elegit l'endemà. Va ser consagrat a París l'1 de maig de 1791 per Jean-Baptiste Gobel i va entrar a Perpinyà el 14 de maig. Ha de lluitar contra l'antic bisbe a qui el clergat es va mantenir majoritàriament fidel, mentre que només onze sacerdots seculars d'un centenar van prendre el jurament constitucional.
Quan l'abril de 1793 els exèrcits espanyols van envair el Rosselló, es va refugiar amb el bisbe constitucional del departament d'Aube per por de la Inquisició. Tornant a Perpinyà va ser amenaçat el 27 de novembre pels jacobins i va donar la seva dimissió el dia 29, especificant que "va renunciar als seus vells errors i que després d'haver fet ximpleries no volia fer més!" La seva apostasia va ser seguida pel tancament de les esglésies de la diòcesi el 18 de febrer de 1794. Hi va haver una confusió total entre el clergat constitucional i després hi va haver fins a tres presbiteris rivals. Aquesta situació va durar fins a la disputada elecció de Dominique-Paul Villa el 1798. Mentrestant, la mort el 14 de maig de 1796 de Gabriel Deville va ser anunciada a París "amb els sentiments del més gran penitent i després d'haver rebut els sagraments".